# Lärjedalen (stadsdelsnämndsområde)
Lärjedalen var ett stadsdelsnämndsområde i Göteborgs kommun under åren 1989–2010, vilket den 1 januari 2011 gick upp i stadsdelsnämndsområdet Angered.
Lärjedalens stadsdelsnämndsområde omfattade primärområdena 605 Agnesberg, 606 Hammarkullen, 609 Linnarhult, 610 Gunnilse, 611 Bergum, 612 Hjällbo och 613 Eriksbo.
Nyckeltalen redovisar statistik som beskriver Göteborg och dess 96 delområden, primärområden, per den 31 december och kan användas för att jämföra de olika områdena. Nedan redovisas uppgifter för primärområdet och jämförelse görs mot uppgifterna för hela kommunen.
|                                     | Lärjedalen | Hela Göteborg |
| ----------------------------------- | ---------- | ------------- |
| Folkmängd                           | 24 742     | 500 181       |
| Andel födda i utlandet              | 45,3 %     | 21,4 %        |
| Medelinkomst                        | 170 800 kr | 235 100 kr    |
| Andel familjer med försörjningsstöd | 20,7 %     | 6,3 %         |
| Arbetslöshet                        | 5,7 %      | 3,0 %         |
| Andel bostäder byggda 1971–1980     | 7,5 %      |               |
| Andel bostäder i allmännyttan       | 51,1 %     | 27,7 %        |

| Befolkningsutvecklingen i stadsdelsnämndsområdet 1990–2008 | Befolkningsutvecklingen i stadsdelsnämndsområdet 1990–2008 | Befolkningsutvecklingen i stadsdelsnämndsområdet 1990–2008 | Befolkningsutvecklingen i stadsdelsnämndsområdet 1990–2008 | Befolkningsutvecklingen i stadsdelsnämndsområdet 1990–2008 |
| ---------------------------------------------------------- | ---------------------------------------------------------- | ---------------------------------------------------------- | ---------------------------------------------------------- | ---------------------------------------------------------- |
|                                                            |                                                            |                                                            |                                                            |                                                            |
| År                                                         |                                                            |                                                            | Invånare                                                   |                                                            |
| 1990                                                       | 1990                                                       |                                                            | 19 823                                                     | 19 823                                                     |
| 1995                                                       | 1995                                                       |                                                            | 20 598                                                     | 20 598                                                     |
| 2000                                                       | 2000                                                       |                                                            | 22 402                                                     | 22 402                                                     |
| 2005                                                       | 2005                                                       |                                                            | 23 815                                                     | 23 815                                                     |
| 2006                                                       | 2006                                                       |                                                            | 24 421                                                     | 24 421                                                     |
| 2007                                                       | 2007                                                       |                                                            | 24 507                                                     | 24 507                                                     |
| 2008                                                       | 2008                                                       |                                                            | 24 742                                                     | 24 742                                                     |
| Källa: Statistisk Årsbok Göteborg 2010                     |                                                            |                                                            |                                                            |                                                            |